# Toy Story 3 (jeu vidéo)
Pour les articles homonymes, voir Toy Story (homonymie).
Toy Story 3 est un jeu vidéo d'action-aventure édité par Disney Interactive Studios et développé par Avalanche Software, n-Space ou Asobo Studio selon les plates-formes. Il est distribué en juin 2010.
Il s'agit de l'adaptation en jeu vidéo du film d'animation du même nom produit par Pixar.